# Scream (песня 2NE1)
«Scream» — первый сингл корейской поп-группы 2NE1, изданный специально для Японии с альбома Collection. «Scream» стала первой песней группы, изначально написанной на японском языке. Одним из авторов текста стал японский рэпер Verbal. Ещё до выхода сингла 14 марта 2012 года был издан ремикс.
Корейская версия песни «Scream» появилась на втором студийном альбоме группы Crush, вышедшим в свет в 2014 году.
Сингл «Scream» был издан в трёх форматах — два издания CD+DVD ограниченного выпуска и обычный CD. Первое издание для прессы включало в себя 22-страничный буклет с фотографиями и текстами песен. DVD содержал видеоклип «Scream», фидео со съёмок клипа и эксклюзивные съёмки 2NE1 с Филиппин; другой DVD — различные съёмки с 3 сезона «2NE1TV».

## Список композиций
| №                   | Название            | Длительность |
| ------------------- | ------------------- | ------------ |
| 1.                  | «Scream»            | 3:42         |
| 2.                  | «Fire» (Japanese)   | 3:46         |
| Общая длительность: | Общая длительность: | 7:28         |

| №                   | Название                | Длительность |
| ------------------- | ----------------------- | ------------ |
| 3.                  | «Scream» (Instrumental) | 3:42         |
| 4.                  | «FIRE» (Instrumental)   | 3:46         |
| 5.                  | «Scream» (m-flo Remix)  | 7:07         |
| Общая длительность: | Общая длительность:     | 14:35        |

| №  | Название                                                             | Длительность |
| -- | -------------------------------------------------------------------- | ------------ |
| 1. | «Scream (Eurobeat Remix)» (Remixed by DJ Eurobeat & Sergio Dall'Ora) | 4:08         |

| №  | Название               | Длительность |
| -- | ---------------------- | ------------ |
| 1. | «Scream» (Music video) |              |
| 2. | «Scream» (Making of)   |              |
| 3. | «2NE1 in Philippines»  |              |

| №  | Название                        | Длительность |
| -- | ------------------------------- | ------------ |
| 1. | «2NE1 TV» (Season 3 Highlights) |              |

| Чарт (2011)                          | Наивысшая позиция |
| ------------------------------------ | ----------------- |
| Billboard Adult Contemporary Airplay | 45                |
| Billboard Japan Hot 100              | 18                |
| Oricon daily singles                 | 7                 |
| Oricon weekly singles                | 14                |
| RIAJ Digital Track Chart Top 100     | 65                |

| Страна | Дата          | Формат                   | Лейбл |
| ------ | ------------- | ------------------------ | ----- |
| Япония | 28 марта 2012 | CD, цифровая дистрибуция | YGEX  |